# Temporada 2020 del Campeonato de Super Fórmula Japonesa
La temporada 2020 del Campeonato de Super Fórmula Japonesa fue la 34.ª temporada de dicho campeonato, y la octava con la actual denominación.

## Escuderías y pilotos
Todos los participantes utilizaron el monoplaza Dallara SF19 con neumáticos Yokohama.
| Escudería                    | Motor  | N.º | Piloto              | Rondas    |
| ---------------------------- | ------ | --- | ------------------- | --------- |
| Vantelin Team TOM'S          | Toyota | 1   | Nick Cassidy        | Todas     |
| Vantelin Team TOM'S          | Toyota | 36  | Kazuki Nakajima     | 1, 3, 5-7 |
| Vantelin Team TOM'S          | Toyota | 36  | Ritomo Miyata       | 2, 4      |
| Kondō Racing                 | Toyota | 3   | Kenta Yamashita     | 1, 3-7    |
| Kondō Racing                 | Toyota | 3   | Sena Sakaguchi      | 2         |
| Kondō Racing                 | Toyota | 4   | Sacha Fenestraz     | Todas     |
| carrozzeria Team KCMG        | Toyota | 7   | Kamui Kobayashi     | 1, 3, 5-7 |
| carrozzeria Team KCMG        | Toyota | 7   | Yuichi Nakayama     | 2, 4      |
| carrozzeria Team KCMG        | Toyota | 18  | Yuji Kunimoto       | Todas     |
| ROOKIE Racing                | Toyota | 14  | Kazuya Oshima       | Todas     |
| Itochu Enex Team Impul       | Toyota | 19  | Yuhi Sekiguchi      | Todas     |
| Itochu Enex Team Impul       | Toyota | 20  | Ryō Hirakawa        | Todas     |
| JMS P.mu/cerumo・INGING      | Toyota | 38  | Hiroaki Ishiura     | Todas     |
| JMS P.mu/cerumo・INGING      | Toyota | 39  | Sho Tsuboi          | Todas     |
| DoCoMo Team Dandelion Racing | Honda  | 5   | Naoki Yamamoto      | Todas     |
| DoCoMo Team Dandelion Racing | Honda  | 6   | Nirei Fukuzumi      | Todas     |
| Drago Corse with ThreeBond   | Honda  | 12  | Tatiana Calderón    | 1, 4-7    |
| Drago Corse with ThreeBond   | Honda  | 12  | Koudai Tsukakoshi   | 2-3       |
| Team Mugen                   | Honda  | 15  | Ukyo Sasahara       | Todas     |
| Team Mugen                   | Honda  | 16  | Tomoki Nojiri       | Todas     |
| Buzz Racing with B-MAX       | Honda  | 50  | Teppei Natori       | 1         |
| Buzz Racing with B-MAX       | Honda  | 50  | Mitsunori Takaboshi | 2         |
| Buzz Racing with B-MAX       | Honda  | 50  | Sérgio Sette Câmara | 3         |
| Buzz Racing with B-MAX       | Honda  | 50  | Nobuharu Matsushita | 4-7       |
| Buzz Racing with B-MAX       | Honda  | 51  | Charles Milesi      | 4-7       |
| TCS Nakajima Racing          | Honda  | 64  | Tadasuke Makino     | 1-6       |
| TCS Nakajima Racing          | Honda  | 64  | Hiroki Otsu         | 7         |
| TCS Nakajima Racing          | Honda  | 65  | Toshiki Oyu         | Todas     |
| Fuente:                      |        |     |                     |           |

### Cambios de escuderías
- Real Racing y Team LeMans no disputan la temporada 2020.[12]
- KCMG y Cerumo ingresaron un monoplaza más cada uno. Cerumo bajo el nombre de ROOKIE Racing.[13]
- El equipo Drago Corse de Ryo Michigami vuelve a la Super Fórmula tras varias temporadas fuera.[14]

### Cambios de pilotos
- Kazuya Oshima corre con ROOKIE Racing tras el retiro de Team LeMans.[4]

- El franco-argentino Sacha Fenestraz, campeón de la temporada 2019 de F3 Japonesa, ocupó el asiento de Yuji Kunimoto en Kondō Racing. Kunimoto marchó al equipo KCMG.[1]
- La colombiana Tatiana Calderón llegó al equipo Drago Corse tras su paso por la FIA Fórmula 2.[5]
- El estonio Jüri Vips disputará su primera temporada completa con Team Mugen. Ya la última ronda de 2019 remplazó a Patricio O'Ward, quien emigró a IndyCar Series. Vips no participó en la primera carrera ya que fue llamado para correr en F2 y fue remplazado por Ukyo Sasahara.[15]
- El brasileño Sérgio Sette Câmara (proveniente de F2 y Fórmula E ) y el francés Charles Milesi (de F3 Japonesa) hicieron su debut en la Super Fórmula con Buzz Racing with B-MAX. La dupla de 2019 Lucas Auer y Harrison Newey marcharon al DTM . El equipo solo presentó un monoplaza para la primera carrera ya que Sette Câmara y Milesi no pudieron viajar a Japón. Teppei Natori (proveniente de FIA Fórmula 3 y Eurofórmula Open) ocupó ese asiento, debutando en la categoría gracias a esto.[16] Luego, Mitsunori Takaboshi ocupó el asiento de Natori, antes de llegar Sette Câmara.[3] Milesi debutó en la ronda 4.
- Toshiki Oyu (proveniente de F3 Japonesa y Eurofórmula Open) ocupó el lugar de Álex Palou en Nakajima Racing. El español marchó a IndyCar.[1]
- Koudai Tsukakoshi deja la categoría tras la marcha de Real Racing.[17]
- Para la segunda ronda, Tatiana Calderón, Kamui Kobayashi, Kazuki Nakajima, Kenta Yamashita y Charles Milesi debieron ser reemplazados ya que una semana antes estuvieron en Francia corriendo las 24 Horas de Le Mans.[18] Koudai Tsukakoshi, Yuichi Nakayama, Ritomo Miyata, Sena Sakaguchi y Mitsunori Takaboshi fueron los reemplazos, respectivamente.[3]
- Calderón, Nakayama y Miyata volvieron a participar en sus asientos en la cuarta ronda.[19]
- Kobayashi y Nakajima volvieron para las carreras cinco y seis, luego de ausentarse en la anterior por coincidir con una carrera del WEC.[20]
- Hiroki Otsu sustituyó a Makino en la última carrera.[10]

## Calendario
El calendario fue confirmado en septiembre de 2019. Las tres primeras rondas de la temporada fueron pospuestas debido a la pandemia por coronavirus. El 9 de junio fue confirmado el nuevo calendario para el inicio de la temporada.
| Ronda   | Circuito                                    | Fecha            |
| ------- | ------------------------------------------- | ---------------- |
| 1       | Twin Ring Motegi, Motegi                    | 30 de agosto     |
| 2       | Circuito Internacional de Okayama, Mimasaka | 27 de septiembre |
| 3       | Sportsland SUGO, Murata                     | 18 de octubre    |
| 4       | Autopolis, Ōita                             | 15 de noviembre  |
| 5       | Circuito de Suzuka, Suzuka                  | 5 de diciembre   |
| 6       | Circuito de Suzuka, Suzuka                  | 6 de diciembre   |
| 7       | Fuji Speedway, Oyama                        | 20 de diciembre  |
| Fuente: |                                             |                  |

## Resultados
| Ronda   | Ronda                             | Pole Position       | Vuelta rápida   | Piloto ganador | Escudería ganadora           |
| ------- | --------------------------------- | ------------------- | --------------- | -------------- | ---------------------------- |
| 1       | Twin Ring Motegi                  | Ryō Hirakawa        | Kamui Kobayashi | Ryō Hirakawa   | Itochu Enex Team Impul       |
| 2       | Circuito Internacional de Okayama | Ryō Hirakawa        | Nick Cassidy    | Sho Tsuboi     | JMS P.mu/cerumo・INGING      |
| 3       | Sportsland SUGO                   | Sérgio Sette Câmara | Nick Cassidy    | Nick Cassidy   | Vantelin Team TOM'S          |
| 4       | Autopolis                         | Tomoki Nojiri       | Naoki Yamamoto  | Tomoki Nojiri  | Team Mugen                   |
| 5       | Circuito de Suzuka 1              | Naoki Yamamoto      | Naoki Yamamoto  | Naoki Yamamoto | DoCoMo Team Dandelion Racing |
| 6       | Circuito de Suzuka 2              | Nick Cassidy        | Nirei Fukuzumi  | Toshiki Oyu    | TCS Nakajima Racing          |
| 7       | Fuji Speedway                     | Tomoki Nojiri       | Nirei Fukuzumi  | Sho Tsuboi     | JMS P.mu/cerumo・INGING      |
| Fuente: |                                   |                     |                 |                |                              |

## Clasificaciones

### Sistema de puntuación
Carrera
| Posición | 1.º | 2.º | 3.º | 4.º | 5.º | 6.º | 7.º | 8.º | 9.º | 10.º |
| Puntos   | 20  | 15  | 11  | 8   | 6   | 5   | 4   | 3   | 2   | 1    |

Clasificación
| Posición | 1.º | 2.º | 3.º |
| Puntos   | 3   | 2   | 1   |

### Campeonato de Pilotos
| Pos. | Piloto              | MOT | OKA  | SUG  | AUT | SUZ1 | SUZ2 | FUJ | Puntos |
| ---- | ------------------- | --- | ---- | ---- | --- | ---- | ---- | --- | ------ |
| 1    | Naoki Yamamoto      | 13  | 6    | 3    | 23  | 1    | Ret  | 53  | 62     |
| 2    | Ryō Hirakawa        | 1   | 41   | 2    | 12  | Ret  | 7    | 6   | 60     |
| 8    | Sho Tsuboi          | Ret | 1    | 13   | Ret | Ret  | 4    | 12  | 50     |
| 4    | Nick Cassidy        | 6   | 3    | 1    | 7   | 5    | Ret1 | 4   | 50     |
| 3    | Tomoki Nojiri       | 7   | 10   | 4    | 1   | 72   | 5    | Ret | 47     |
| 10   | Toshiki Oyu         | 15  | 15   | 12   | 10  | 8    | 12   | 2   | 41     |
| 5    | Kenta Yamashita     | 23  |      | 6    | 5   | 9    | 6    | 10  | 34     |
| 6    | Nirei Fukuzumi      | 5   | 8    | 10   | 92  | Ret3 | 2    | 16  | 29     |
| 7    | Yuji Kunimoto       | Ret | 7    | 5    | 4   | 3    | Ret  | 15  | 29     |
| 9    | Hiroaki Ishiura     | 8   | 2    | 8    | 13  | 6    | 10   | 12  | 27     |
| 11   | Kazuki Nakajima     | 4   |      | 15   |     | 2    | 16   | 9   | 25     |
| 12   | Tadasuke Makino     | 9   | Ret  | 7    | 3   | Ret  | 8    |     | 20     |
| 14   | Sacha Fenestraz     | 32  | Ret3 | Ret3 | Ret | 10   | Ret  | 8   | 19     |
| 13   | Yuhi Sekiguchi      | Ret | 5    | 11   | 11  | DNS  | 3    | DNS | 17     |
| 17   | Nobuharu Matsushita |     |      |      | 6   | Ret  | 14   | 3   | 16     |
| 15   | Kamui Kobayashi     | 14  |      | 14   |     | 4    | 15   | 11  | 8      |
| 16   | Ritomo Miyata       |     | 92   |      | 8   |      |      |     | 7      |
| 20   | Ukyo Sasahara       | 11  | 13   | NC   | 14  | Ret  | 113  | 7   | 5      |
| 18   | Kazuya Oshima       | 10  | 16   | 9    | 17  | 12   | 9    | 14  | 5      |
| 19   | Sérgio Sette Câmara |     |      | Ret1 |     |      |      |     | 3      |
| 21   | Charles Milesi      |     |      |      | 15  | 11   | 13   | DNS | 0      |
| 22   | Yuichi Nakayama     |     | 11   |      | 18  |      |      |     | 0      |
| 23   | Tatiana Calderón    | 12  |      |      | 16  | 13   | 12   | 17  | 0      |
| 24   | Koudai Tsukakoshi   |     | 12   | NC   |     |      |      |     | 0      |
| 25   | Hiroki Otsu         |     |      |      |     |      |      | 13  | 0      |
| 26   | Mitsunori Takaboshi |     | 14   |      |     |      |      |     | 0      |
| NC   | Teppei Natori       | DNS |      |      |     |      |      |     | 0      |
| NC   | Sena Sakaguchi      |     | DNS  |      |     |      |      |     | 0      |
| Pos. | Piloto              | MOT | OKA  | SUG  | AUT | SUZ1 | SUZ2 | FUJ | Puntos |

| Color     | Resultado                                                               |
| --------- | ----------------------------------------------------------------------- |
| Oro       | Ganador                                                                 |
| Plata     | 2.ª plaza                                                               |
| Bronce    | 3.ª plaza                                                               |
| Verde     | Finalizó en los puntos                                                  |
| Azul      | Finalizó sin puntos                                                     |
| Azul      | NC - No clasificado                                                     |
| Violeta   | Ret - No terminó (Carrera)                                              |
| Rojo      | DNQ - No se clasificó                                                   |
| Negro     | DSQ - Descalificado                                                     |
| Blanco    | DNS - No empezó (carrera)                                               |
| Blanco    | WD - Retirado (fin de semana)                                           |
| Blanco    | C - Carrera cancelada                                                   |
| Sin color | DNP - Inscrito pero no participó                                        |
| Sin color | INJ - Lesionado                                                         |
| Sin color | EX - Excluido                                                           |
| Estado    | Resultado                                                               |
| Negrita   | Pole position                                                           |
| Cursiva   | Vuelta rápida                                                           |
| †         | Abandona, pero clasifica al completar el porcentaje requerido para ello |

- Fuente: superformula.net[27]

### Campeonato de Escuderías
| Pos. | Escudería                    | N.º | MOT | OKA  | SUG  | AUT | SUZ1 | SUZ2 | FUJ | Puntos |
| ---- | ---------------------------- | --- | --- | ---- | ---- | --- | ---- | ---- | --- | ------ |
| 1    | Vantelin Team TOM'S          | 1   | 6   | 3    | 1    | 7   | 5    | Ret1 | 53  | 77     |
| 1    | Vantelin Team TOM'S          | 36  | 4   | 92   | 15   | 8   | 2    | 16   | 9   | 77     |
| 2    | JMS P.mu/cerumo・INGING      | 38  | 8   | 2    | 8    | 13  | 6    | 10   | 12  | 72     |
| 2    | JMS P.mu/cerumo・INGING      | 39  | Ret | 1    | 13   | Ret | Ret  | 4    | 12  | 72     |
| 3    | DoCoMo Team Dandelion Racing | 5   | 13  | 6    | 3    | 23  | 1    | Ret  | 53  | 72     |
| 3    | DoCoMo Team Dandelion Racing | 6   | 5   | 8    | 10   | 92  | Ret3 | 2    | 16  | 72     |
| 4    | Itochu Enex Team Impul       | 19  | Ret | 5    | 11   | 11  | DNS  | 3    | DNS | 69     |
| 4    | Itochu Enex Team Impul       | 20  | 1   | 41   | 2    | 12  | Ret  | 7    | 6   | 69     |
| 5    | TCS Nakajima Racing          | 64  | 9   | Ret  | 7    | 3   | Ret  | 8    | 13  | 57     |
| 5    | TCS Nakajima Racing          | 65  | 15  | 15   | 12   | 10  | 8    | 12   | 4   | 57     |
| 6    | Kondō Racing                 | 3   | 23  | DNS  | 6    | 5   | 9    | 6    | 10  | 46     |
| 6    | Kondō Racing                 | 4   | 32  | Ret3 | Ret3 | Ret | 10   | Ret  | 8   | 46     |
| 7    | Team Mugen                   | 15  | 11  | 13   | NC   | 14  | Ret  | 113  | 7   | 42     |
| 7    | Team Mugen                   | 16  | 7   | 10   | 4    | 1   | 72   | 5    | Ret | 42     |
| 8    | carrozzeria Team KCMG        | 7   | 14  | 11   | 14   | 18  | 4    | 15   | 11  | 37     |
| 8    | carrozzeria Team KCMG        | 18  | Ret | 7    | 5    | 4   | 3    | Ret  | 15  | 37     |
| 9    | Buzz Racing with B-MAX       | 50  | DNS | 14   | Ret1 | 6   | Ret  | 14   | 3   | 16     |
| 9    | Buzz Racing with B-MAX       | 51  |     |      |      | 15  | 11   | 13   | DNS | 16     |
| 10   | ROOKIE Racing                | 14  | 10  | 16   | 9    | 17  | 12   | 9    | 14  | 5      |
| 11   | Drago Corse with ThreeBond   | 12  | 12  | 12   | NC   | 16  | 13   | 12   | 17  | 0      |
| Pos. | Escudería                    | N.º | MOT | OKA  | SUG  | AUT | SUZ1 | SUZ2 | FUJ | Puntos |

| Color     | Resultado                                                               |
| --------- | ----------------------------------------------------------------------- |
| Oro       | Ganador                                                                 |
| Plata     | 2.ª plaza                                                               |
| Bronce    | 3.ª plaza                                                               |
| Verde     | Finalizó en los puntos                                                  |
| Azul      | Finalizó sin puntos                                                     |
| Azul      | NC - No clasificado                                                     |
| Violeta   | Ret - No terminó (Carrera)                                              |
| Rojo      | DNQ - No se clasificó                                                   |
| Negro     | DSQ - Descalificado                                                     |
| Blanco    | DNS - No empezó (carrera)                                               |
| Blanco    | WD - Retirado (fin de semana)                                           |
| Blanco    | C - Carrera cancelada                                                   |
| Sin color | DNP - Inscrito pero no participó                                        |
| Sin color | INJ - Lesionado                                                         |
| Sin color | EX - Excluido                                                           |
| Estado    | Resultado                                                               |
| Negrita   | Pole position                                                           |
| Cursiva   | Vuelta rápida                                                           |
| †         | Abandona, pero clasifica al completar el porcentaje requerido para ello |

- Fuente: superformula.net[28]